# Emiko Ohnuki-Tierney
Emiko Ohnuki-Tierney (大貫 恵美子, Ōnuki Emiko, née en 1934 à Kobe) est une anthropologue américaine, spécialiste du Japon, professeur à l'université du Wisconsin.

## Biographie

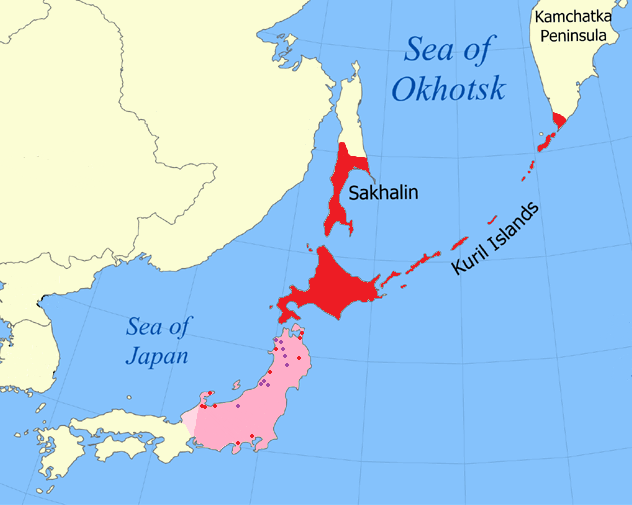
Carte montrant la répartition des Aïnous en Asie

Originaire du Japon, Emiko Ohnuki-Tierney a reçu un diplôme universitaire du Collège Tsuda de Tokyo avant de venir étudier aux États-Unis grâce à une bourse Fulbright. Son intérêt pour l'anthropologie a commencé quand quelqu'un lui a dit qu'elle faisait trop d'erreurs culturelles et qu'elle devait suivre un cours en anthropologie.

## Terrains de recherche

### Des communautés chinoises de Détroit aux Ainous d'Hokkaido
Son premier travail de Master a été sur l'étude de la communauté chinoise de la chinatown de Detroit en 1963. Pour sa thèse, elle a ensuite abordé les Aïnous de Sakhaline réinstallés à Hokkaido de 1968 à 1980,.

### La maladie et la médecine au Japon

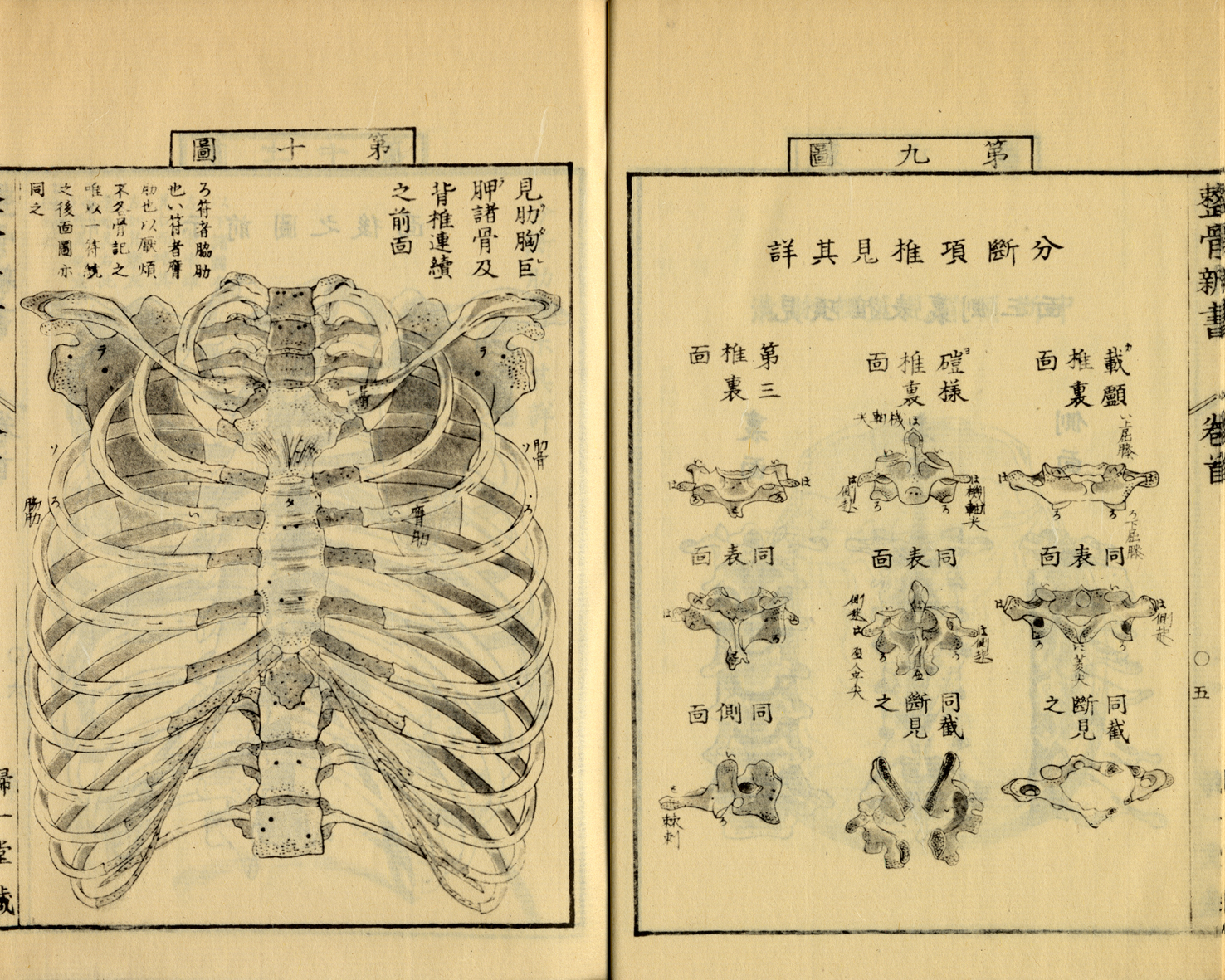
Illustration d'os dans le livre Seikotsu shinsho (Nouveau livre d’Ostéopathie) publié par le pionnier japonais Kagami Bunken (1755-1819), un médecin traditionnel qui construit sa recherche sur le travail de dissection (1810)

Se rendant compte de la limitation de l'étude de la mémoire "culturelle", elle a alors tourné son attention vers l'étude des Japonais contemporains, en particulier autour de la notion d'illness, de "maladie".
"Maladie et culture dans le Japon contemporain" fut son premier livre sur le Japon, où elle découvrit des 'germes culturels' et une profusion de 'magie urbaine'. Cela l'a aidée à comprendre les limites de l'étude d'un peuple et de son mode de vie à un moment particulier de son histoire. Toutes ses œuvres suivantes ont pris en compte de longues périodes de l'histoire du Japon afin de comprendre la "culture à travers le temps" . Son point de vue s'est attaché à différents symboles de l'identité japonaise, tels que le riz et le singe, dans des contextes socio-politiques plus vastes  et dans une perspective comparative,.

### Les Kamikazes et la militarisation du Japon

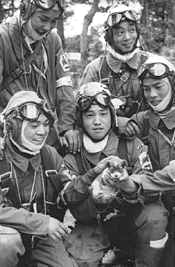
Presque tous les kamikaze étaient âgés de 17 à 22 ans

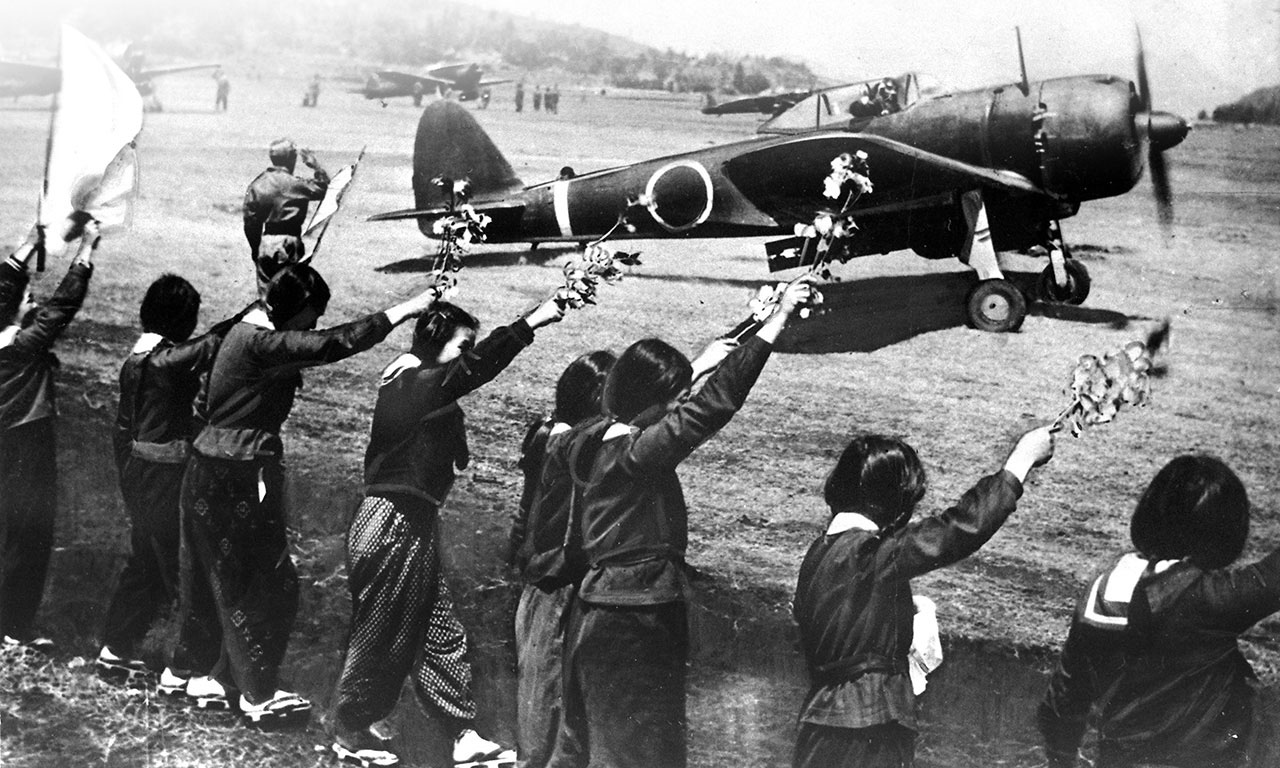
Des lycéennes de Chiran saluent le décollage de pilotes kamikaze avec des branches de cerisiers, le 12 avril 1945

Emiko Ohnuki-Tierney a travaillé sur le pouvoir des symboles et son absence dans les espaces politiques. Ses travaux les plus récents commencent comme une étude du symbolisme des cerisiers en fleur et de leur contemplation, en relation avec les identités japonaises. Cela a conduit à une exploration du symbole des cerisiers en fleur comme un tropisme majeur, tant pour encourager que pour esthétiser le sacrifice pour le pays au cours de sa période de militarisation. Cette recherche a abouti à deux livres récents, "Kamikaze, cerisiers en fleur, et nationalismes: La militarisation de l'esthétique dans l'histoire du Japon"  et "Journaux intimes de Kamikaze: Réflexions sur les soldats étudiants japonais". Elle a continué à travailler sur la question de “l'esthétique”, omniprésente dans les guerres de toutes sortes, que ce soit dans les «guerres tribales» ou des conflits entre États-nations. Cela se fait à l'encontre de la question théorique de base sur l'opacité de la communication  - comment  les gens échouent à reconnaitre  l'absence de communication - pour laquelle l'esthétique joue un rôle. Elle a également publié un livre et un certain nombre d'articles sur l'alimentation dans la culture et la société ainsi que dans des essais critiques sur le 'global / local'.

## Reconnaissance académique
Emiko Ohnuki-Tierney a été nommé présidente émérite de la culture moderne à la Bibliothèque du Congrès de Washington en 2009, puis en 2010, membre de l'Institut d'Études Avancées à Paris. Elle est membre de l'Académie américaine des arts et des sciences et récipiendaire de la bourse John Simon Guggenheim parmi d'autres prestigieuses récompenses.

## Ouvrages
Publications (excluant les articles) :
- 2006. Kamikaze Diaries: Reflections of Japanese Student  Soldiers.  University of Chicago.
- 2006. Gakutohei no Seishinshi (Intellectual Journey of Student Soldiers). Tokyo: Iwanami Shoten.
- 2006. Nejimagerareta Sakura: Biishiki to Gunkokushugi (The Crooked Timber of Cherry:Aesthetic and Militarization). Tokyo: Iwanami Shoten.
- 2002. "Kamikaze, Cherry Blossoms, and Nationalisms: The Militarization of Aesthetics in Japanese History. University of Chicago Press.
- 1995. Kome no Jinruigaku: Nihonjin no Jiko Ninshiki (Anthropology of Rice: Japanese Conception of the Self). Iwanami Shoten.
- 1995.  Nihon Bunka to Saru (Japanese Culture and the Monkey). Tokyo: Heibonsha.
- 1993. Rice as Self: Japanese Identities Through Time.  Princeton University Press.
- 1987. The Monkey as Mirror: Symbolic Transformations in Japanese History and Ritual.  Princeton University Press.  (ISBN 978-0-691-02846-0)
- 1985. Nihonjin no Byōkikan (Japanese Concepts of Illness). Tokyo: Iwanami Shoten. Received Santorī scholarly book award in 1986.
- 1984. Illness and Culture in Contemporary Japan: An Anthropological View. Cambridge, UK: Cambridge University Press. (ISBN 9780521277860)
- 1981. Illness and Healing among the Sakhalin Ainu: A Symbolic Interpretation.  Cambridge, UK: Cambridge University Press.
- 1974. The Ainu of the Northwest Coast of Southern Sakhalin. New York: Holt, Rinehart & Winston. Réimprimé en 1984 par Prospect Heights, Illinois: Waveland Press.
- 1969. Sakhalin Ainu Folklore.  Anthropological Studies No. 2. Washington, D.C.: American Anthropological Association.
- 1964. The Detroit Chinese: A Study of Socio-Cultural Changes in the Detroit Chinese Community from 1872 through 1963.  Hard-cover book of a type-written ms. 119 pp. Housed at Detroit Public Library, UCLA Library, etc.

Livre publié comme coauteur :
- 1979. Karafuto Shizen Minzoku no Seikatsu (Peuples autochtones de Sakhaline). Avec M. Chiri et T. Yamamoto. Tokyo: Sagami ShobÇ.

Livres édités :
- 1990. Culture Through Time: Anthropological Approaches. Stanford: Stanford University Press.
- 1982. Symbolism and Cognition II.  Special Issue of American Ethnologist 9(4). With J.W.D. Dougherty, J.W. Fernandez and N. E. Whitten, Jr.